# De Cock en danse macabre
De Cock en dans macabre is het vijfendertigste deel van de De Cock-serie, de detectivereeks van schrijver Appie Baantjer. In dit deel lossen rechercheurs Jurriaan 'Jurre' de Cock en Dick Vledder een drietal moorden op waarvan twee gepleegd worden nadat het onderzoek op een overleden verzamelaar is aangevangen. In 1995 bewerkte Anita Middel het boek voor de NLBC tot De Cock en de dodendans. Deze versie werd gemaakt voor moeilijklezenden en is onder andere in de onvoltooid tegenwoordige tijd gesteld en voorzien van illustraties.

## Verhaal
Een vrouw meldt zich aan de Warmoesstraat en doet aangifte van diefstal. Bij haar overleden oom is een kostbare verzameling gestolen. De Cock onderzoekt de zaak en ondervraagt de betrokkenen. Volgens de arts van de oom is het slachtoffer een natuurlijke dood gestorven. De Cock twijfelt hieraan als er nog een man onder vergelijkbare omstandigheden om het leven komt. Het mysterieuze is dat beide heren vlak voor hun dood een maillot aantrokken. Als een derde slachtoffer valt, gelooft De Cock niet meer in een natuurlijke dood.